# Alocodesmus angustatus
Alocodesmus angustatus är en mångfotingart som beskrevs av Filippo Silvestri 1896. Alocodesmus angustatus ingår i släktet Alocodesmus och familjen Chelodesmidae. Inga underarter finns listade i Catalogue of Life.